# Zlib License
Zlib License är en så kallad "Permissive Free"-licens som tillåter användare att distribuera Zlib-programbiblioteket, som används för datakompression, utan krav på att upplåta källkoden till den programvara som använder Zlib.
Den har godkänts av Free Software Foundation att omfatta formkraven för att definieras som en "Free Software License" och av open Source Initiative som en open source-licens. Zlib License är kompatibel med GNU General Public License.

## Villkor
För att få använda sig av Zlib-biblioteket gäller följande villkor:
- Programvaran används på en "som den är"-basis, det vill säga, upphovsmannen är inte ansvarig för eventuella skador som uppstått under användning av programvaran.
- Distribution av programvaran omfattas av följande restriktioner:

1. Man får inte uppge sig själv som skapare av den ursprungliga källkoden.
2. Modifierade versioner av den ursprungliga källkoden får inte utges för att vara originalet.
3. Om man distribuerar den icke modifierade ursprungliga källkoden måste licensnotisen bifogas.